# Platycoryne megalorrhyncha
Platycoryne megalorrhyncha är en orkidéart som beskrevs av Victor Samuel Summerhayes. Platycoryne megalorrhyncha ingår i släktet Platycoryne och familjen orkidéer. Inga underarter finns listade i Catalogue of Life.